# 瓦雷讷-沃泽勒
瓦雷讷-沃泽勒（法語：Varennes-Vauzelles，法語發音：[vaʁɛn vozɛl]），法国中部城市，勃艮第-弗朗什-孔泰大区涅夫勒省的一个市镇，隶属于讷韦尔区，其市镇面积为33.99平方公里，2022年1月1日时人口数量为9,166人，是该省人口第三多的市镇，在法国城市中排名第1,119位。
瓦雷讷-沃泽勒位于涅夫勒省西南部，省会讷韦尔的正北方向，是讷韦尔的一个近郊卫星城，也是讷韦尔城市圈公共社区的重要组成部分，因其境内的铁路工人社区而闻名。

## 地名来源
“Varennes”为一个法国中部地区常见的地理通名，该名称可能来源于拉丁语“warenna”，意为“狩猎保护区”，后成为一个家族名称；“Vauzelles”一名的来源则有待考证。
尽管中文译名中含有连字号“-”，但该地事实上并非由瓦雷讷（Varennes）和沃泽勒（Vauzelles）两地合并而成，后两者在法国大革命后为“瓦雷讷莱讷韦尔”（Varennes-lès-Nevers，意为“讷韦尔附近的瓦雷讷”）的两个村庄，其中瓦雷讷为市政府所在地。1966年，由于市镇人口中心的变化，原瓦雷讷莱讷韦尔的市政府从瓦雷讷（Varennes）迁至沃泽勒（Vauzelles），市镇名也因此更名为“瓦雷讷-沃泽勒”（Varennes-Vauzelles）。

## 历史

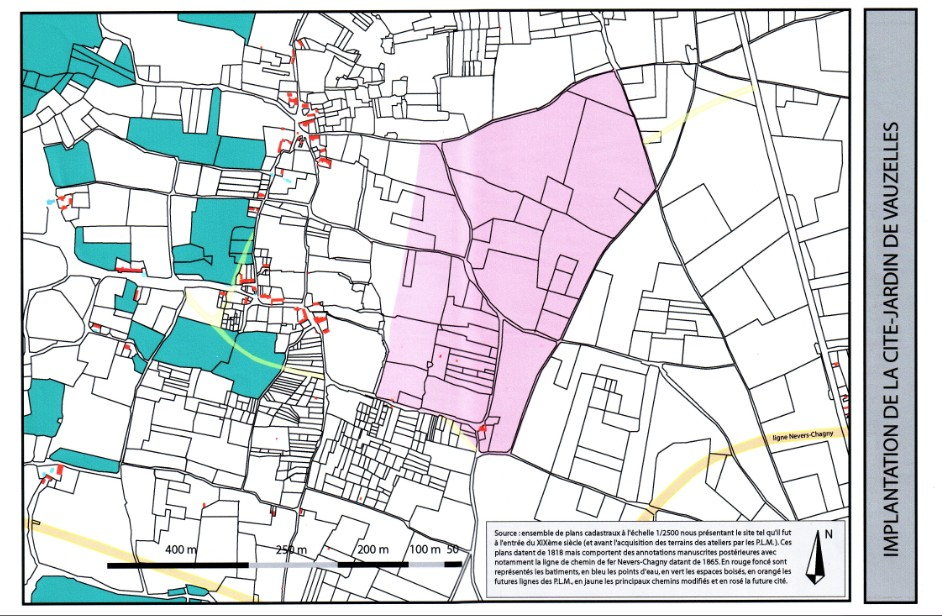
20世纪初的沃泽勒街区地图

瓦雷讷历史上长期为讷韦尔附近的一处普通村落，中世纪时为讷韦尔伯国及同名行省的一部分，法国大革命后成为涅夫勒省的一个市镇。1801年，瓦雷讷更名为“瓦雷讷莱讷韦尔”。20世纪后，随着公路的发展，途径此地的法国国道N7线逐渐成为一条重要的道路。
沃泽勒位于瓦雷讷南部，靠近讷韦尔市区，法国大革命后为瓦雷讷境内的一处社区。工业革命时期建成的莫雷－里昂铁路和讷韦尔－沙尼铁路均由此通过，并分别设有“沃泽勒站”和莱佩里耶尔站。1912年，巴黎-里昂-地中海铁路公司（现为法国国家铁路公司的一部分）在沃泽勒兴建了一处机场维修中心。为解决铁路工人的安置问题，该公司邀请法国建筑学家乔治·埃内坎参与花园工人社区的建设。1921至1930年间，该项目逐渐建成，除住宿区外，当地还有学校、教堂等设施。黄金三十年期间，讷韦尔城市逐渐向北扩张，沃泽勒境内兴建了工业园区及多处居民建筑。2017年，沃泽勒铁路城获得由法国文化部颁发的“20世纪遗产”称号。

## 地理

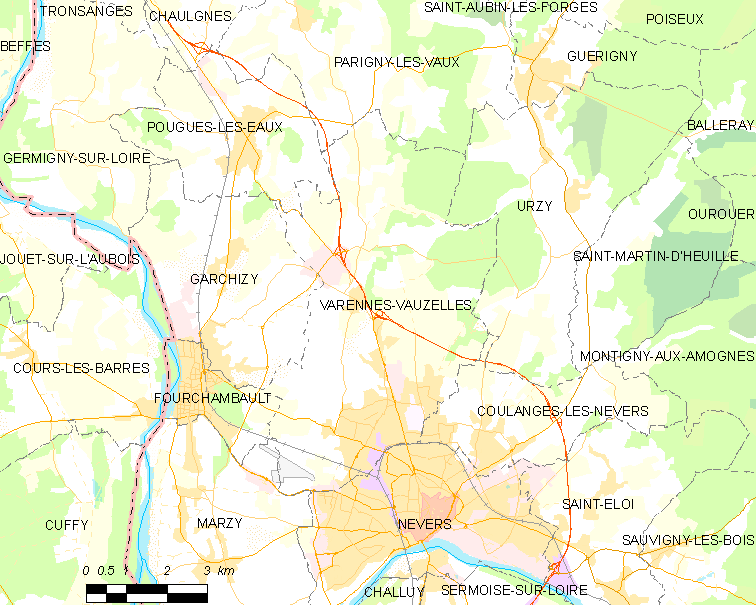
瓦雷讷-沃泽勒市镇范围地图

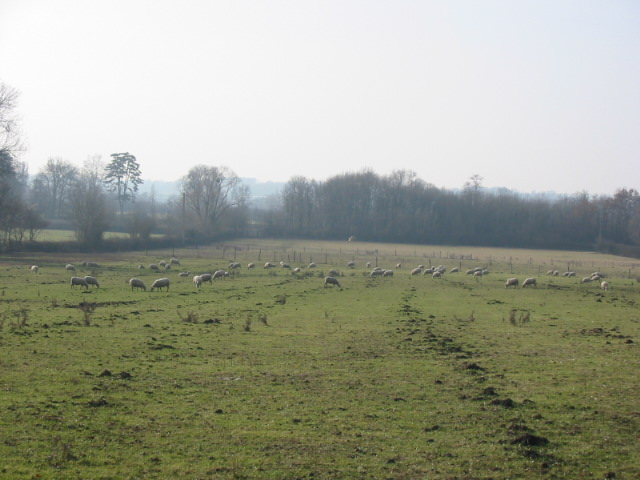
瓦雷讷-沃泽勒的一处牧场

瓦雷讷-沃泽勒位于法国中部，勃艮第-弗朗什-孔泰大区西南部和涅夫勒省西南部，距离省会讷韦尔大约5公里。与瓦雷讷-沃泽勒接壤的市镇包括：帕里尼莱沃、库朗日莱讷韦尔、富尔尚博、加尔希济、马尔济、讷韦尔、普格莱索、于尔济。

### 地形
瓦雷讷-沃泽勒位于尼韦尔奈地区，该地广义上属于巴黎盆地及卢瓦尔河谷的延伸部分，当地以浅丘和平原为主，市镇中心地势较为平坦，全境海拔在171到270米之间。

### 水文
瓦雷讷-沃泽勒位于卢瓦尔河流域范围内，皮克河（La Pique）和里奥溪（Ruisseau du Riot）分别流经市镇范围东部和西部。

### 植被
瓦雷讷-沃泽勒属于温带阔叶混交林区，林地主要分布于市镇范围东北部的布罗斯树林（Bois de la Brosse）。
在鲜花城市的评比中，瓦雷讷-沃泽勒暂未被评级。

### 气候
瓦雷讷-沃泽勒在柯本气候分类法中属于温带海洋性气候，全年温差较小，降水分布均匀。
距离瓦雷讷-沃泽勒最近的常年气象站为讷韦尔气象站，以下为该气象站的数据：
| 讷韦尔 1931年－2021年 | 讷韦尔 1931年－2021年 | 讷韦尔 1931年－2021年 | 讷韦尔 1931年－2021年 | 讷韦尔 1931年－2021年 | 讷韦尔 1931年－2021年 | 讷韦尔 1931年－2021年 | 讷韦尔 1931年－2021年 | 讷韦尔 1931年－2021年 | 讷韦尔 1931年－2021年 | 讷韦尔 1931年－2021年 | 讷韦尔 1931年－2021年 | 讷韦尔 1931年－2021年 | 讷韦尔 1931年－2021年 |
| 月份                  | 1月                   | 2月                   | 3月                   | 4月                   | 5月                   | 6月                   | 7月                   | 8月                   | 9月                   | 10月                  | 11月                  | 12月                  | 全年                  |
| --------------------- | --------------------- | --------------------- | --------------------- | --------------------- | --------------------- | --------------------- | --------------------- | --------------------- | --------------------- | --------------------- | --------------------- | --------------------- | --------------------- |
| 历史最高温 °C（°F）   | 17.2 (63.0)           | 23.5 (74.3)           | 26.7 (80.1)           | 30 (86)               | 31.6 (88.9)           | 39 (102)              | 39.4 (102.9)          | 39.2 (102.6)          | 35.3 (95.5)           | 30.2 (86.4)           | 23.5 (74.3)           | 19.5 (67.1)           | 39.4 (102.9)          |
| 平均高温 °C（°F）     | 6.7 (44.1)            | 8.3 (46.9)            | 12.4 (54.3)           | 15.4 (59.7)           | 19.4 (66.9)           | 22.8 (73.0)           | 25.5 (77.9)           | 25.2 (77.4)           | 21.4 (70.5)           | 16.7 (62.1)           | 10.5 (50.9)           | 7.1 (44.8)            | 16 (61)               |
| 日均气温 °C（°F）     | 3.4 (38.1)            | 4.1 (39.4)            | 7.1 (44.8)            | 9.7 (49.5)            | 13.7 (56.7)           | 16.9 (62.4)           | 19.2 (66.6)           | 18.7 (65.7)           | 15.2 (59.4)           | 11.8 (53.2)           | 6.7 (44.1)            | 4 (39)                | 10.9 (51.6)           |
| 平均低温 °C（°F）     | 0.2 (32.4)            | −0.1 (31.8)           | 1.8 (35.2)            | 3.9 (39.0)            | 7.9 (46.2)            | 10.9 (51.6)           | 12.8 (55.0)           | 12.3 (54.1)           | 9.1 (48.4)            | 7 (45)                | 2.8 (37.0)            | 0.8 (33.4)            | 5.8 (42.4)            |
| 历史最低温 °C（°F）   | −25 (−13)             | −21.8 (−7.2)          | −13.8 (7.2)           | −7.5 (18.5)           | −4.8 (23.4)           | 0.2 (32.4)            | 3.4 (38.1)            | 0.3 (32.5)            | −1.2 (29.8)           | −8.9 (16.0)           | −12.3 (9.9)           | −16.8 (1.8)           | −25 (−13)             |
| 平均降水量 mm（）     | 62 (2.4)              | 57.8 (2.28)           | 54.3 (2.14)           | 68.7 (2.70)           | 80.1 (3.15)           | 70.1 (2.76)           | 61.8 (2.43)           | 60.9 (2.40)           | 67.5 (2.66)           | 77.6 (3.06)           | 70.1 (2.76)           | 73.2 (2.88)           | 804.1 (31.66)         |
| 月均日照時數          | 65.5                  | 85.6                  | 147.7                 | 170.3                 | 197.9                 | 223.2                 | 235                   | 227.5                 | 180                   | 121                   | 65.4                  | 54.9                  | 1,774                 |
| 来源：infoclimat.fr   |                       |                       |                       |                       |                       |                       |                       |                       |                       |                       |                       |                       |                       |

## 行政区划
瓦雷讷-沃泽勒的市镇编号为58303，邮政编号为58640。
在行政管理方面，瓦雷讷-沃泽勒隶属于法国勃艮第-弗朗什-孔泰大区涅夫勒省讷韦尔区；在地方选举方面，瓦雷讷-沃泽勒是瓦雷讷-沃泽勒县的中央投票站所在地，其市镇范围全境被划入涅夫勒省第二选区；在社会管理方面，瓦雷讷-沃泽勒是讷韦尔城市圈公共社区的组成部分。
法国国家统计与经济研究所（简称）在进行数据统计时，将瓦雷讷-沃泽勒及相邻的另外7个市镇设为讷韦尔城市核心区，并将包括核心区在内的周边共57个市镇划为讷韦尔城市区。自2020年起，讷韦尔城市区被包含93个市镇的讷韦尔城市辐射区代替。此外，还将瓦雷讷-沃泽勒市镇分为了5个“块区”（IRIS），以便于统计人口分布情况。

## 交通

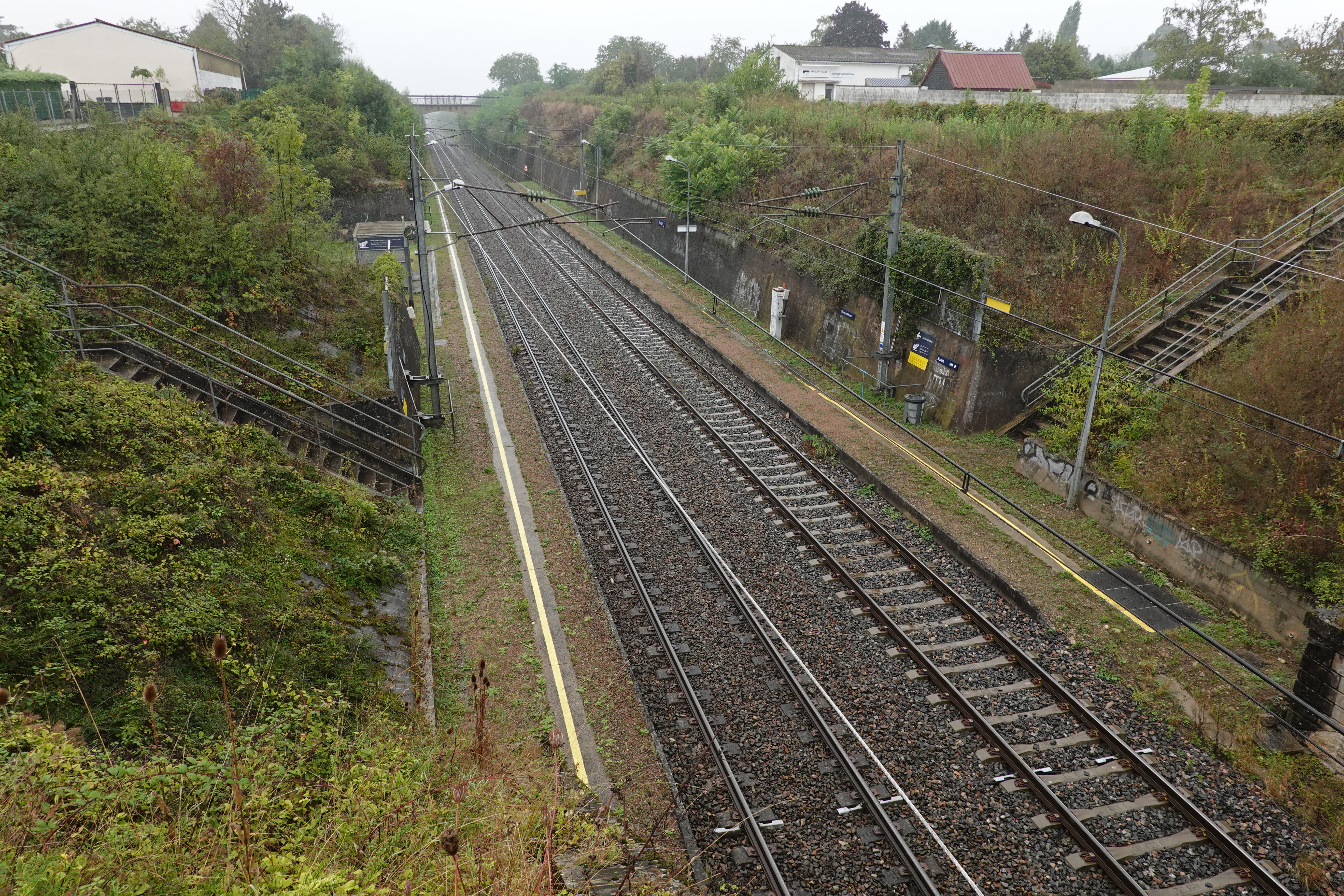
沃泽勒火车站

### 公路
法国国家A77号高速公路经过瓦雷讷-沃泽勒境内并设有出入口，此外涅夫勒省省道D148线、D167线和D907线在瓦雷讷-沃泽勒境内交汇。勃艮第-弗朗什-孔泰大区下属的城际客运提供巴士线路，可前往周边部分市镇。
| 33 | 2.6 |

| 讷韦尔 | 3.6 |

| 科讷 | 48 |

| 普格莱索 | 9 |

2018年，78.8%的瓦雷讷-沃泽勒家庭拥有至少一辆私人汽车。2019年，瓦雷讷-沃泽勒境内共发生各类交通事故4起，造成4人受伤。

### 铁路
瓦雷讷-沃泽勒位于莫雷－里昂铁路和讷韦尔－沙尼铁路上。沃泽勒站位于市区西南部，停靠往返于讷韦尔和卢瓦尔河畔科讷库尔一线的区域列车；莱佩里耶尔站位于市区南部，停靠往返于讷韦尔和德西兹一线的区域列车。

### 航空
距离瓦雷讷-沃泽勒最近的民用航空站为克莱蒙费朗机场，距离瓦雷讷-沃泽勒市中心的公路里程约165公里。
讷韦尔-富尔尚博机场历史上曾开行有前往第戎及南安普顿的固定航班，现已停止运行，仅提供非民用航空活动。

### 城市公共交通
瓦雷讷-沃泽勒是讷韦尔城市公共交通（商业名称为）是当地的城市公共交通系统。截至2022年8月，该系统共包括13条公交线路，其中讷韦尔公交T1线、3路、11路和定制公交15路经过瓦雷讷-沃泽勒境内并设有站点。

## 政治

### 市政内阁

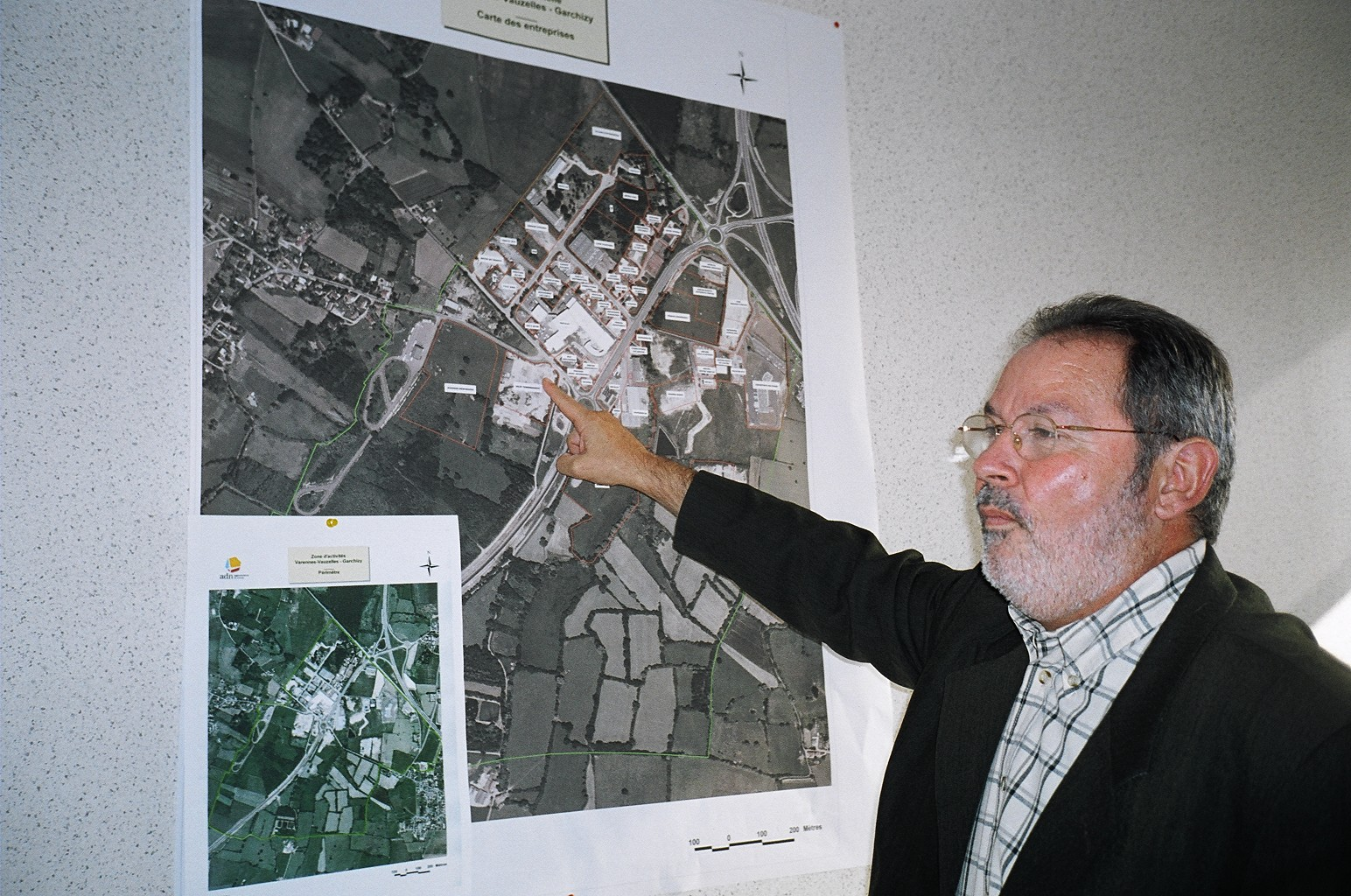
前任瓦雷讷-沃泽勒市长帕斯卡·勒亚尔

瓦雷讷-沃泽勒的现任市长为奥利维耶·西科先生（Olivier SICOT），他是一名左翼无党派人士，在2020年的市政选举中获得了48.53%的支持率。
| 瓦雷讷-沃泽勒历届市长 | 瓦雷讷-沃泽勒历届市长               | 瓦雷讷-沃泽勒历届市长            |
| 任期                  | 市长                                | 党派                             |
| --------------------- | ----------------------------------- | -------------------------------- |
| 1945年－1975年        | Camille DAGONNEAU 卡米耶·达戈诺     | PCF法国共产党                    |
| 1975年－1991年        | Henri MARSAUDON 亨利·马尔索东       | PCF法国共产党                    |
| 1991年－2003年        | André PÉRINAUD 安德烈·佩里诺        | PCF法国共产党                    |
| 2004年－2014年        | Pascal REUILLARD 帕斯卡尔·勒亚尔    | PCF法国共产党                    |
| 2014年－2020年        | Isabelle BONNICEL 伊莎贝尔·博尼塞尔 | 無黨籍                           |
| 2020年－              | Olivier SICOT 奥利维耶·西科         | PCF法国共产党 →DVG左翼无党派人士 |

### 各级选举
| 瓦雷讷-沃泽勒历届投票选举结果 | 瓦雷讷-沃泽勒历届投票选举结果 | 瓦雷讷-沃泽勒历届投票选举结果 | 瓦雷讷-沃泽勒历届投票选举结果 | 瓦雷讷-沃泽勒历届投票选举结果   | 瓦雷讷-沃泽勒历届投票选举结果 | 瓦雷讷-沃泽勒历届投票选举结果 | 瓦雷讷-沃泽勒历届投票选举结果   | 瓦雷讷-沃泽勒历届投票选举结果 | 瓦雷讷-沃泽勒历届投票选举结果 |
| 选举项目                      | 选举范围                      | 选区单位                      | 选区单位内的选举结果          | 选区单位内的选举结果            | 选区单位内的选举结果          | 选区单位内的选举结果          | 选区单位内的选举结果            | 选区单位内的选举结果          | 参考资料                      |
| 选举项目                      | 选举范围                      | 选区单位                      | 第一轮胜出者                  | 第一轮胜出者                    | 支持率                        | 第二轮胜出者                  | 第二轮胜出者                    | 支持率                        | 参考资料                      |
| ----------------------------- | ----------------------------- | ----------------------------- | ----------------------------- | ------------------------------- | ----------------------------- | ----------------------------- | ------------------------------- | ----------------------------- | ----------------------------- |
| 2017年法國總統選舉            | 法國                          | 市镇                          |                               | 埃马纽埃尔·马克龙               | 27.08%                        |                               | 埃马纽埃尔·马克龙               | 66.28%                        | [ 23 ]                        |
| 2017年法国立法选举            | 涅夫勒省第二选区              | 市镇                          |                               | 帕特里斯·佩罗                   | 36.78%                        |                               | 帕特里斯·佩罗                   | 53.09%                        | [ 23 ]                        |
| 2019年欧洲议会选举            | 法國                          | 市镇                          |                               | 若尔丹·巴尔代拉                 | 24.54%                        | （不适用）                    | （不适用）                      | （不适用）                    | [ 25 ]                        |
| 2021年法国省级选举            | 涅夫勒省                      | 县                            |                               | 埃利亚娜·德萨布尔 利昂内尔·莱谢 | 36.87%                        |                               | 埃利亚娜·德萨布尔 利昂内尔·莱谢 | 69.98%                        | [ 26 ]                        |
| 2021年法国省级选举            | 涅夫勒省                      | 市镇                          |                               | 埃利亚娜·德萨布尔 利昂内尔·莱谢 | 42.6%                         |                               | 埃利亚娜·德萨布尔 利昂内尔·莱谢 | 71.4%                         | [ 26 ]                        |
| 2021年法国大区选举            |                               | 市镇                          |                               | 玛丽-吉特·迪费                  | 31.91%                        |                               | 玛丽-吉特·迪费                  | 47.72%                        | [ 27 ]                        |
| 2022年法国总统选举            | 法國                          | 市镇                          |                               | 埃马纽埃尔·马克龙               | 26.86%                        |                               | 埃马纽埃尔·马克龙               | 54.27%                        | [ 23 ]                        |
| 2022年法国立法选举            | 涅夫勒省第二选区              | 市镇                          |                               | 玛丽-安娜·吉耶曼                | 30.28%                        |                               | 帕特里斯·佩罗                   | 37.21%                        | [ 23 ]                        |

## 人口
2019年，瓦雷讷-沃泽勒市镇人口数量为9,201，在法国排名第1,119位。其中男性4,179人，女性5,022人，75岁及以上人口占14%，外籍人口数量为205人，人口密度为271人/平方公里，当地居民被称为（男性）或（女性）。2020年，瓦雷讷-沃泽勒境内出生55人，死亡人口159人。
| 瓦雷讷-沃泽勒1901年－2020年人口变化情况 |
|                                         |
| 数据来源：Cassini、INSEE                |

## 经济
瓦雷讷-沃泽勒是讷韦尔北部的一个近郊卫星城。截止2022年8月，瓦雷讷-沃泽勒市镇范围内共有各类用人单位（包含自雇）909家，平均历史为17年，其中94.4%为中小型企业（PME），2022年6月至8月间，当地的经济活力指数为0.88%。（工程设备）、（体育活动）及（汽车配件）是当地2021年营业额最高的三个企业，分别为9,382,997欧元、7,255,821欧元和3,943,806欧元。

## 财政与居民收入
2020年，瓦雷讷-沃泽勒的财政收入总额为8,688,660欧元，财政支出总额为7,734,490欧元，当年的债务总额为4,705,990欧元。2021年，瓦雷讷-沃泽勒市镇共获得826,563欧元的国家财政补助，比上一年减少了3.88%。
2019年，瓦雷讷-沃泽勒的人均月收入总额为2,064欧元，其中高级职员为3,649欧元，低于法国平均水平（4,230欧元）；中级职员为2,318欧元，低于法国平均水平（2,411欧元）；普通职员为1,683欧元，亦低于法国平均水平（1,740欧元）。
2018年，瓦雷讷-沃泽勒境内的青壮年（15至64岁）失业率为11.7%，当地52.4%的家庭拥有纳税资格，平均纳税2,353欧元，低于法国平均水平（3,910欧元）。

## 社会事务

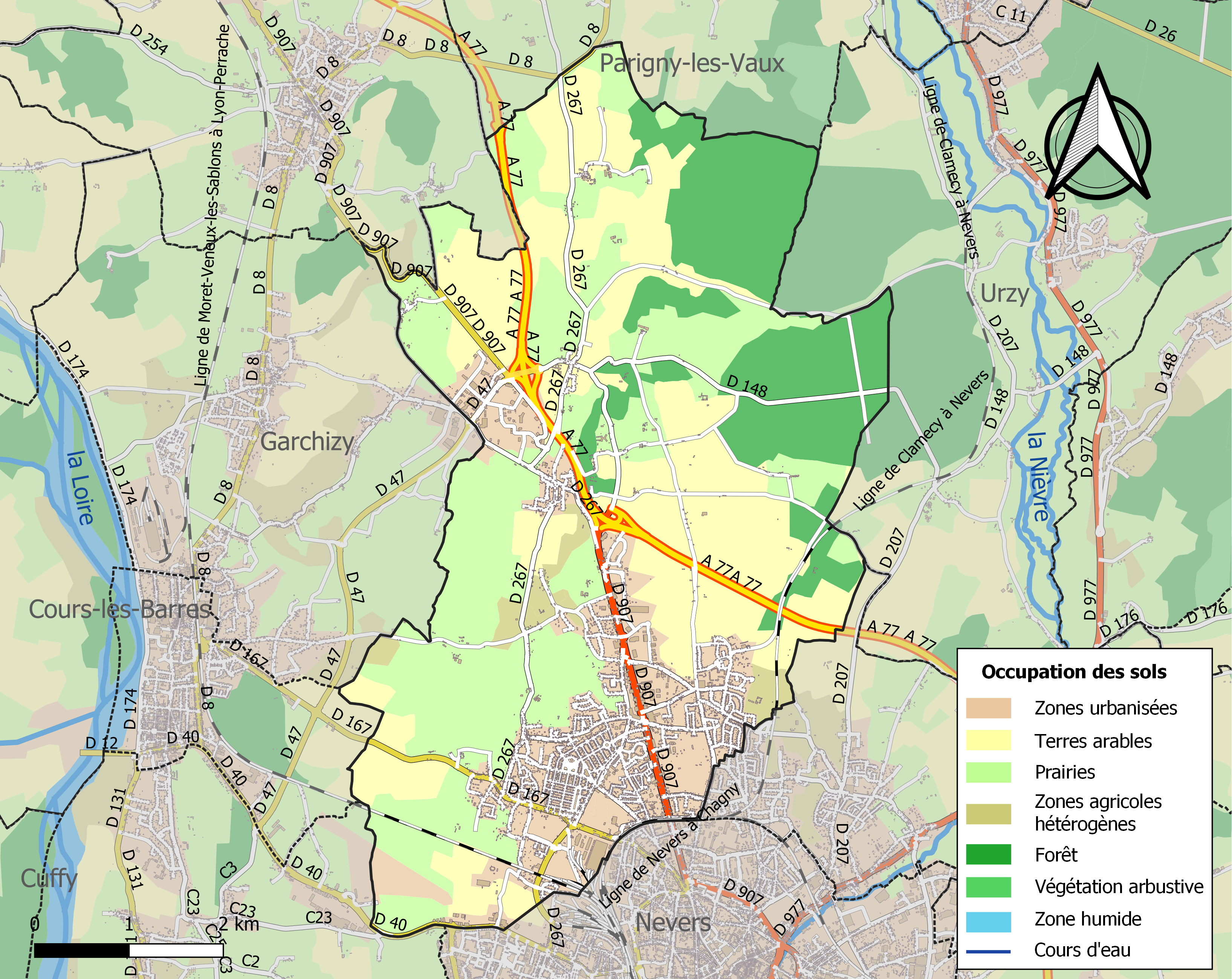
瓦雷讷-沃泽勒土地利用情况地图

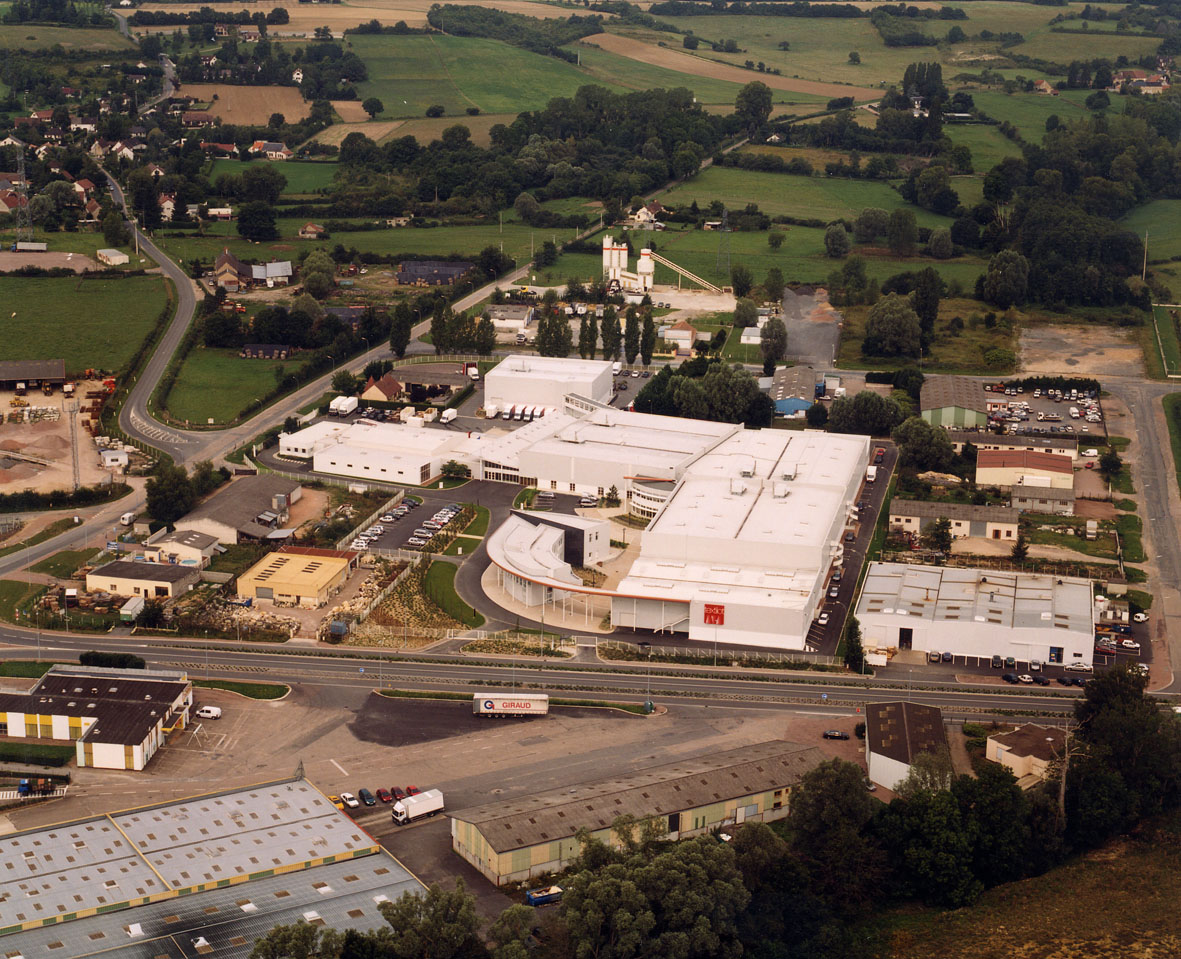
瓦雷讷-沃泽勒境内的工业开发区

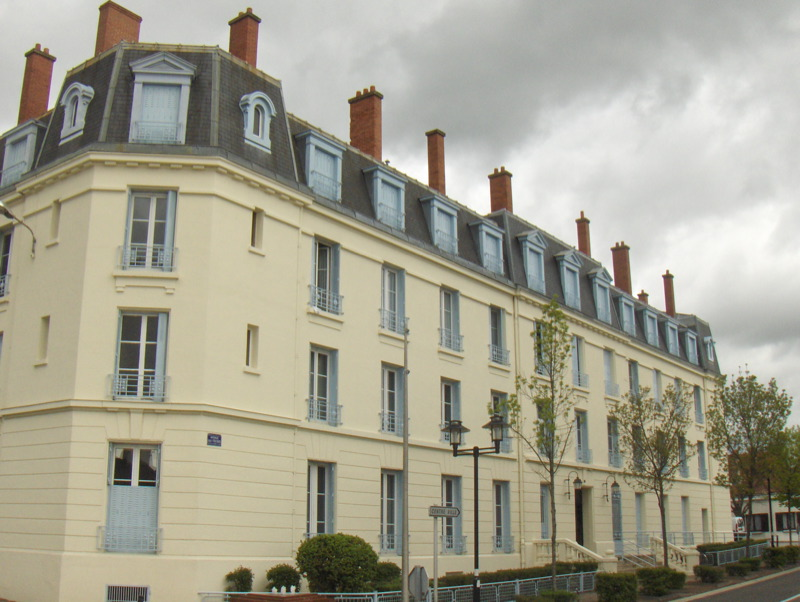
一处居民楼

### 教育
瓦雷讷-沃泽勒属于第戎学区。截止2020年1月1日，瓦雷讷-沃泽勒境内共有4所幼儿园、3所小学和1所初级中学。2018至2019学年度，瓦雷讷-沃泽勒境内共有在校中等教育阶段学生574名。

### 医疗
截止2020年1月1日，瓦雷讷-沃泽勒境内共有全科医生8名、保健师2名、牙医4名和护士9名。境内共有药房4家、养老院4家、残疾人帮扶中心3家。
距离瓦雷讷-沃泽勒最近的区域性医疗机构为讷韦尔城市圈中心医院（Centre Hospitalier de l'Agglomération de Nevers），其主病区位于讷韦尔市区西部，距离瓦雷讷-沃泽勒市区的正常车程约10分钟，该院设有床位495个，是当地规模最大的公立综合性医院。

### 住房
2018年，瓦雷讷-沃泽勒境内共有各类住房4,763套，其中71.5%为独立式居民区，27.0%为集中式居民区。常住房屋占瓦雷讷-沃泽勒市镇范围内居民建筑总量的91.2%。
在住房保障政策方面，2020年，瓦雷讷-沃泽勒境内共有806户家庭获得了住房经济补助，受益人数占总人口数量的8.8%，其中767份为房租补助。

### 商业
2019年，瓦雷讷-沃泽勒境内共有各类实体商铺174家，其中餐厅22家、大型超市6家、杂货店2家、面包房5家、肉铺2家、书店3家、装饰品店2家、银行门店6家、美容美发店7家、汽车维修店25家。市区中东部建有开放式商业街区，有Intermarché、Grand Frais、BUT、Conforama等大型购物商场。

### 体育
2020年，瓦雷讷-沃泽勒境内共有1家游泳池、2间体育馆、2座综合体育场、8处网球场、1处马术场、5处足球或橄榄球场以及4处篮球或排球场。
截至2022年8月，瓦雷讷-沃泽勒境内共有两家注册足球俱乐部。其中沃泽勒足球体育联盟（ASA Vauzelles Football，编号508761）是当地的代表性足球队，其主队2022至2023赛季参加勃艮第-弗朗什-孔泰大区足球联赛乙组（法国第七级别），其主场为车间球场（Stade des Ateliers）。
讷韦尔橄榄球俱乐部的注册地址位于瓦雷讷-沃泽勒境内。

### 环境
瓦雷讷-沃泽勒的环境事务由其所属的讷韦尔城市圈公共社区联合各级政府协调负责。2019年，瓦雷讷-沃泽勒境内共有1家污染企业。

### 治安
2019年，瓦雷讷-沃泽勒市镇范围内有1处宪兵队。
瓦雷讷-沃泽勒及其附近的共78个市镇是讷韦尔国家宪兵队（zone gendarmerie de Nevers）的管辖范围。2020年，该宪兵队累计记录各类案件2,681起，其中盗窃类案件1,511起，经济类案件444起，毒品交易类案件61起。

## 文化

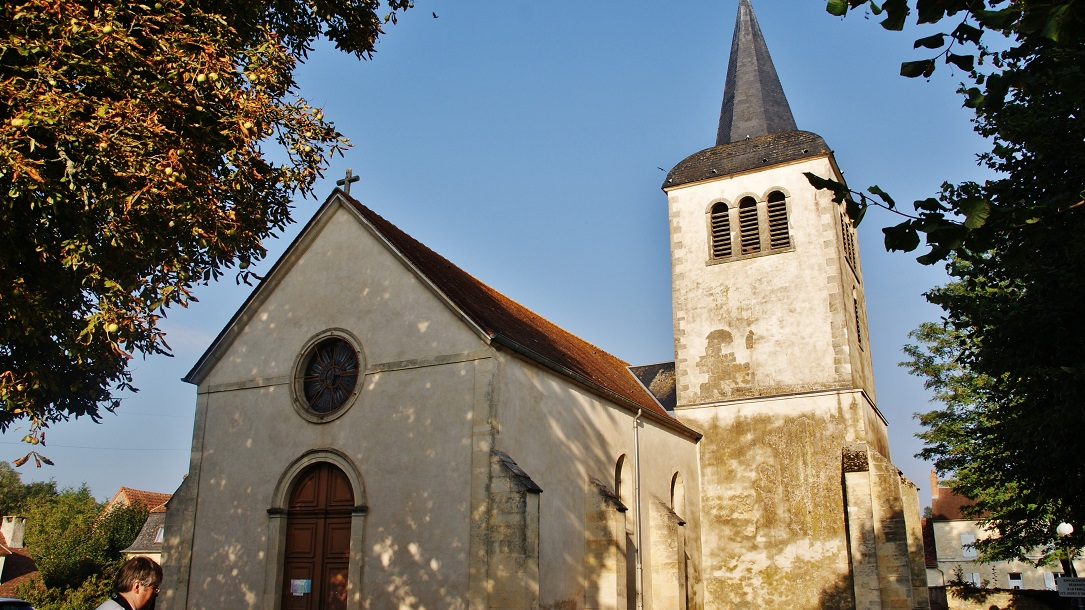
圣叙尔皮斯教堂

2020年，瓦雷讷-沃泽勒境内暂无任何文化设施。瓦雷讷-沃泽勒市政府提供多媒体中心，每周二至六向公众开放。

### 建筑
瓦雷讷-沃泽勒境内有多处历史建筑，其中镇中心的圣叙尔皮斯教堂（Église Saint-Sulpice de Varennes-Vauzelles）是当地的地标性建筑物。沃泽勒工人花园居民区自2017年起被列入法国20世纪文化遗产。

### 旅游
瓦雷讷-沃泽勒的旅游事务由其所属的讷韦尔城市圈公共社区负责。2021年，瓦雷讷-沃泽勒境内共有8家酒店共计388间房间。

### 媒体
法国主要的媒体均可在瓦雷讷-沃泽勒接收，法国电视三台下属的勃艮第-弗朗什-孔泰大区频道在部分时段播出瓦雷讷-沃泽勒所属区域的地方新闻。一号广播、震动广播、《中部日报》等是当地主要的地方性媒体。

## 友好城市
截至2022年8月，瓦雷讷-沃泽勒暂未建立任何友好城市关系。